# 粪麻蝇属
粪麻蝇属（学名：Bercaea）为麻蝇科的一个属。

## 下属物种
本属包括以下物种：
- 非洲粪麻蝇 Bercaea africa (Wiedemann, 1824)
- 红尾粪麻蝇 Bercaea cruentata Meigen
- Bercaea strenua Robineau-Desvoidy, 1863